# Alexandr Beljavskij
Alexandr Beljavskij (* 12. prosince 1953, Lvov, Sovětský svaz) je slovinský šachový velmistr. Ačkoliv se narodil na území dnešní Ukrajiny a velkou část své kariéry odehrál právě za Sovětský svaz, v dnešní době žije Beljavskij ve Slovinsku a tuto zemi také reprezentuje.
V roce 1973 se stal juniorským mistrem světa a několikrát také dokázal vyhrát sovětská mistrovství (1974, 1980, 1987, 1990).
V roce 1980 dělil první místo na turnaji v Badenu, o rok později dokázal zvítězit v Tilburgu. V roce 1984 dělil první místo na prestižním turnaji ve Wijk aan Zee.
Čtyřikrát také dokázal zvítězit na Memoriálu Milana Vidmara (1999, 2001, 2003, 2005).
Mimo aktivní hraní se věnuje také kompozicím šachových studií a trénování mladých šachistů.